# Hawker Fury
«Гоукер Фьюрі» (англ. Hawker Fury) — британський біплан-винищувач виробництва авіакомпанії Hawker Aircraft, що перебував на озброєнні Королівських Повітряних сил у міжвоєнний період та обмежено застосовувався на початку Другої світової війни.

## Історія створення та служби

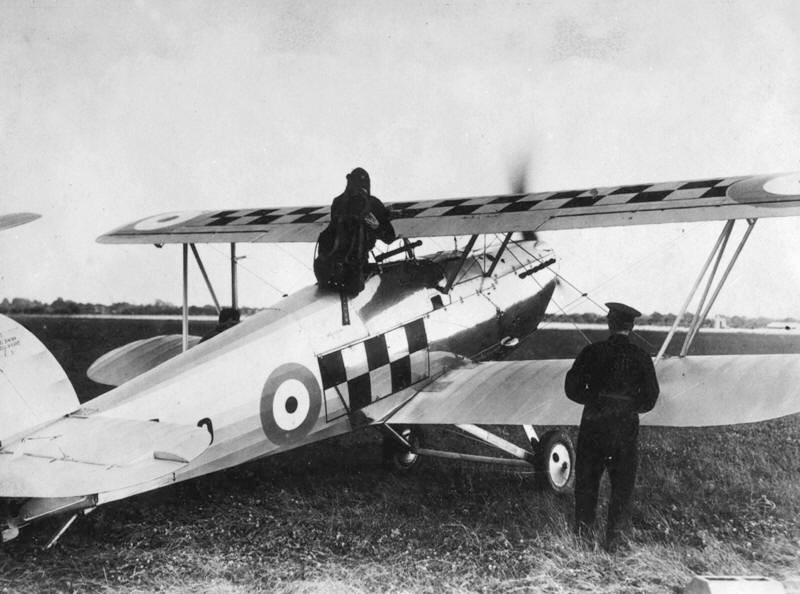
Винищувач «Гоукер Фьюрі» 43-ї британської ескадрильї

Історію розробки британського винищувача «Фьюрі» можна вести ще з 1927 року, коли був створений експериментальний винищувач Гоукер F.20/27 з радіальним двигуном Bristol Jupiter. «Фьюрі» по суті не відрізнявся від останнього, але використовував двигун Rolls-Royce F.XI V-12 (пізніше відомий як Rolls-Royce Kestrel), який вже успішно випробувався новим легким бомбардувальником виробництва компанії «Гоукер» — «Гарт».
Прототип винищувача, спочатку відомий як «Гоукер Хорнет» (англ. Hawker Hornet), вперше піднявся у небо у Брукленді, Суррей, у березні 1929 року. «Хорнет» був одномоторним біпланом з одностояковими неоднакомими крилами з сталевими розчалками дерев'янними нервюрами і тканинним покриттям. Фюзеляж складався з сталевих і алюмінєвих структур з металевою обшивкою спереді і тканинною ззаді літака. Шасі триопорне з хвостовою лижею. Спочатку використовували двигун Rolls-Royce F.XIC потужністю 420 к.с. (313 кВт), але його швидко замінили на двигун потужністю 480 к.с. (358 кВт) Kestrel IS. «Гоукер Хорнет» оцінювався у порівнянні з Fairey Firefly II компанії Fairey Aviation Company, що мав аналогічну силову установку. «Хорнету» була віддана перевага завдяки його кращій керованості та металевій конструкції, порівняно з переважно дерев'яною конструкцією «Файрфлай».
На початку 1930 року Міністерство авіації закупило «Гоукер Хорнет» і визначило параметри для поліпшення до необхідних критеріїв винищувача. 25 березня 1931 року головний пілотом-випробувач Джордж Булман здійснив перший політ на новому літаку, який отримав назву «Фьюрі»(англ. Fury).
У травні 1931 року «Фьюрі I» почав надходити на озброєння винищувальних ескадрилей Королівських ПС, першими були озброєна 43-тя ескадрилья. Однак, через скорочення фінансувань у часи Великої депресії, було замовлено лише відносно невелику партію винищувачів, яких вистачило на оснащення лише 1-ї та 25-ї ескадрилей. Але, водночас продовжував надходити повільніший «Брістоль Бульдог», яким оснастили десять винищувальних ескадрилей. Загалом було виготовлено 160 літаків першої модифікації, але деякі літаки виготовлялись на експорт.
У 1936—1937 роках на озброєння почала надходити модернізована версія винищувача «Фьюрі II», збільшивши загальну кількість винищувальних ескадрилей до шести. Нова модифікація відрізнялась потужнішим двигуном Kestrel VI, збільшеним запасом палива і обтічниками на шасі, що збільшило швидкість але зменшило дальність польоту. Літаки цього типу перебували на озброєнні Винищувального командування до січня 1939 року, поступово їх замінювали на «Гладіатори Глостер» та «Гоукер Харрікейн». Після зняття з озброєння бойових частин, якісь час продовжували використовуватись як навчальні літаки.
Всього було вироблено 262 «Гоукер Фьюрі», з яких 22 служили в Персії, 3 — у Португалії, принаймні 30 — у Південній Африці, 3 — в Іспанії, не менше 30 — у Югославії, а решта — у Сполученому Королівстві. Південно-африканські «Фьюрі» використовувались в Східноафриканській кампанії в 1939, а югославські — під час німецького вторгнення в Югославію в 1941 році.

## Тактико-технічні характеристики

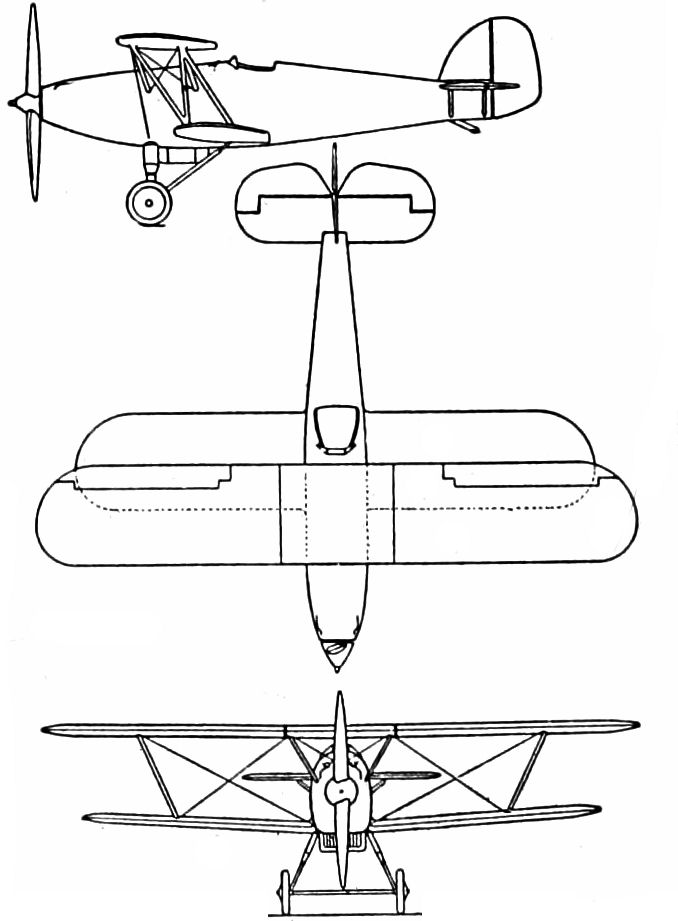
Схематичне зображення винищувача «Гоукер Хорнет»

Дані з Concise Guide to British Aircraft of World War II

### Технічні характеристики
- Екіпаж: 1 особа
- Довжина: 8,15 м
- Висота: 3,10 м
- Розмах крила:9,14 м
- Площа крила: 23,41 м ²
- Маса порожнього: 1240 кг
- Максимальна злітна маса: 1637 кг
- Двигун: Rolls-Royce Kestrel VI
- Потужність: 640 к. с. (477 кВт.)

### Льотні характеристики
- Максимальна швидкість: 359 км/год на 5030 м.
- Практична стеля: 8990 м
- Дальність польоту: 435 км

### Озброєння
Кулеметне:
- 2 × 7,7-мм курсові кулемети Vickers

## Країни-оператори

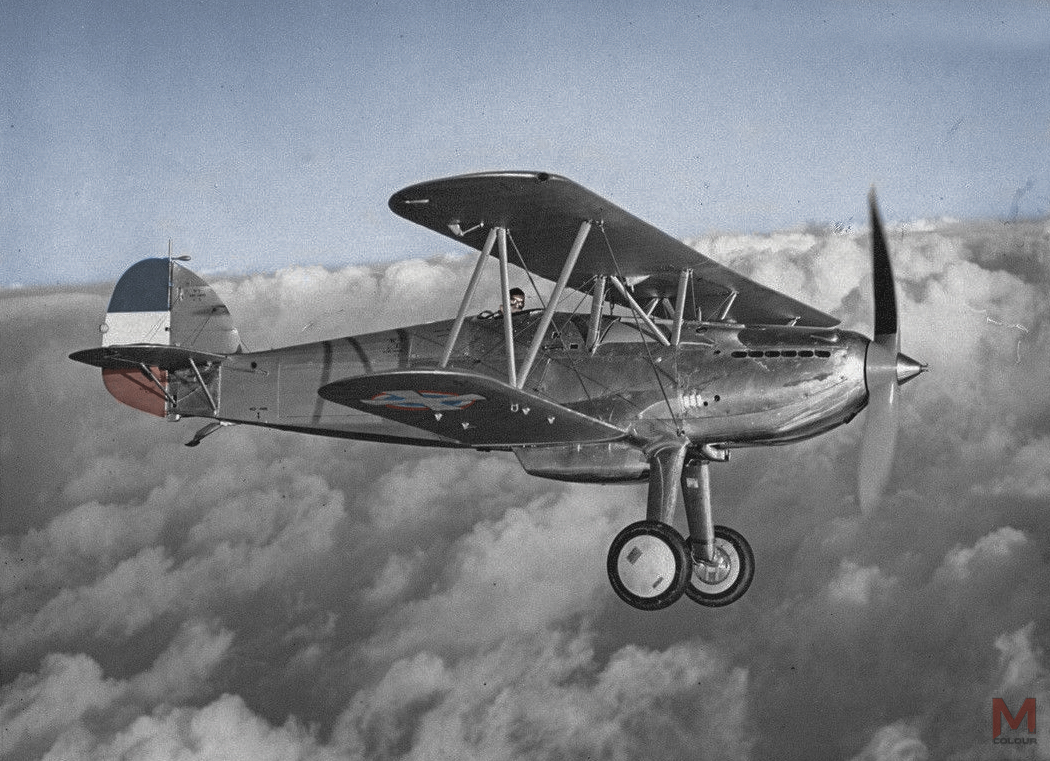
Югославський Hawker Fury Mk II.

- Велика Британія
- Іран
  -  Повітряні сили Персії — 22 од.
- Іспанія
  -  Республіканські повітряні сили Іспанії — 1 од.
  -  Націоналістичні повітряні сили Іспанії — 2 од.
- Норвегія
  -  Повітряна служба армії Норвегії — 1 од.
- Португалія
  -  Повітряні сили Португалії — 3 од.
- Південна Африка
  -  Повітряні сили Південно-Африканського Союзу — 30 од.
- Королівство Югославія
  -  Королівські повітряні сили Югославії — 13 од.

## Подібні літаки
- І-153
- Boeing P-12
- Gloster Gladiator
- Blériot-SPAD S.510
- Fiat CR.32
- Avia B-534
- Kawasaki Ki-10
- Arado Ar 68